# (73500) 2002 RK57
2002 أر كي 57 (ويعرف أيضًا باسم (73500) 2002 أر كي 57 وفق تسمية الكوكب الصغير) (بالإنجليزية: 2002 RK57)‏ هو كويكب ضمن حزام الكويكبات؛ وترتيبه 73500 من حيث الاكتشاف.
اكتُشف هذا الجُرم الفلكي بواسطة مرصد لويل للبحث عن الأجرام القريبة من الأرض في 5 سبتمبر 2002.

## وصلات خارجية
- (73500) 2002 RK57 في قاعدة بيانات مختبر الدفع النفاث لأجرام النظام الشمسي الصغيرة

- الاكتشاف · مخطط المدار ·  العناصر المدارية · المعلمات المادية

- (73500) 2002 RK57 على موقع ويكي سكاي: DSS2, SDSS, GALEX, IRAS, Hydrogen α, X-Ray, Astrophoto, Sky Map, Articles and images